# Fergus mac Fothaid
Fergus mac Fothaid est un roi de Connacht issu des Uí Briúin branche des Connachta. Il règne de 840 à 843.
Fergus mac Fothaid appartient au sept Síl Cathail et il est le petit fils de Dub-Indrecht mac Cathail (mort en 768), un souverain précédent,. Le sept Síl Muiredaig avait monopolisé la royauté en entre 796 et 839 jusqu'à ce que son cousin issu de germain et prédécesseur Murchad mac Áedo (mort en 840) mettent temporairement fin à sa prédominance. On ignore tout de son bref règne seule sa mort est relevée dans les annales,.

## Sources
- (en) Francis John Byrne, Irish Kings and High-Kings, Londres, Batsford, 1973 (ISBN 0-7134-5882-8).
- (en) T.W Moody, F.X. Martin et F.J. Byrne, A New History of Ireland IX Maps, Genealogies, Lists. A companion to Irish History part II, Oxford, Oxford University Press, 2011, 690 p. (ISBN 978-0-19-959306-4).
- (en) Donnchad Ó Corráin, Ireland Before the Normans, Dublin, Gill and Macmillan éditeurs, 1972.